# 1991 OL1
1991 OL1 är en asteroid i huvudbältet som upptäcktes den 18 juli 1991 av den belgiske astronomen Henri Debehogne vid La Silla-observatoriet.
Asteroiden har en diameter på ungefär 12 kilometer och den tillhör asteroidgruppen Themis.